# Andski plamenec
Andski plamenec (znanstveno ime Phoenicoparrus andinus) je med najredkejšimi plamenci na svetu. Živi v Andih v Južni Ameriki. Do leta 2014 je bil razvrščen v rod Phoenicopterus. Je tesno soroden Jamesovemu plamencu, oba pa sestavljata rod Phoenicoparrus. Čilski plamenec, andski plamenec in Jamesov plamenec so vsi simpatrični in vsi živijo v kolonijah (vključno s skupnimi gnezditvami).

## Opis
Plamenec ima bledo rožnato telo s svetlejšimi zgornjimi deli, globokim vinsko rdečimi prekritimi deli na spodnjem delu vratu, prsih in krilih. To je edina vrsta plamenca z rumenimi nogami in s tremi kremplji . Kljun andskega plamenca je bledo rumen in črn.

## Vedenje

### Prehranjevanje
Ti plamenci se hranijo s filtriranjem vode, njihova prehrana se giblje po celotnem spektru razpoložljivih živil, od rib do nevretenčarjev, od vaskularnih rastlin do mikroskopskih alg. 
Plamenci se hranijo iz spodnjega sloja jezera z majhnimi delci, predvsem diatomejami (kremenaste alge). Imajo globoko zavihan kljun; zgornja polovica kljuna je ožja od spodnjega dela, kar ustvarja zajem na hrbtni površini kljuna. Oblika kljuna olajšuje hranjenje z diatomejami. Ta mehanizem pomeni, da bi delci hrane, kot so diatomeje, vplivali na filtrirno površino v kljunu, zaradi česar voda izteka iz ust, diatomeje pa ostanejo v plamenčevem kljunu. Krma za plamence je v plitkih slanih vodah. Imajo najbolj prilagodljiv vzorec prehranjevanja v primerjavi s čilskim in jamesovim plamencem. 
Pri združevanju andskih plamenecv s čilskimi ali jamesovimi plamenci, andski sprejmejo vzorce prehranjevanja vrst, s katerimi so združeni. Tako, če so združeni s čilskim plamencem, uporabljajo zmerno in globoko strategijo bolj kot ali enako, kot je pričakovano. Če so združeni z Jamesovimi plamenci, osvojijo rob in plitko strategijo hranjenja. Vendar pa celotno prehransko vedenje andskih plamencev ostaja nejasno.

## Razširjenost, habitat in gibanje
Andski plamenec je avtohton na mokriščih visokih Andov od južnega Peruja do severozahodne Argentine in severnega Čila. Andski plamenci so selivke, ki so sposobne potovanja do 1100 kilometrov v enem dnevu. Poleti živijo v slanih jezerih, pozimi pa se selijo na nižja mokrišča . Vzrok za to migracijo med poletjem in zimo je verjetno posledica skrajne aridnosti slanišč pozimi. Pot migracij ni znana, vendar domnevajo, da se dogaja med čilsko vzrejno površino in mokrišči osrednje in zahodne Argentine. 

## Status in zaščita
Andski plamenec velja za ranljivo vrsto zaradi rudarskih dejavnosti in človekovih motenj, ki povzročajo spremembe v njegovem življenjskem okolju .

### Rudarstvo
Habitat andskega plamenca se zaradi človekove dejavnosti stalno spreminja. Glavna grožnja populaciji so rudarska izkopavanja, ki se dogajajo ob koncu poletne deževne sezone.
Habitat je bogat z borovimi spojinami, zlasti boraksi. Boraks je pri velikih odmerkih precej strupen za živali, kot je andski plamenec, vendar ne za ljudi. Študije, ki so testirale učinke izpostavljenosti z boraksom na živalih kažejo, da presežek povzroča prirojene okvare skeleta, kardiovaskularne okvare in degeneracijo testisov. Boraks je derivat borove kisline; študija, ki je primerjala toksikologijo boratov je pokazala, da soli borove kisline ustvarjajo primerljive učinke. Študija v rudarskem okolju je določila, da le 5 g boraksa lahko povzroči škodljive učinke pri živalih, na delavce pa na tej ravni ne vpliva. Zato rudarji niso poškodovani, medtem ko živali trpijo zaradi razvojne in reproduktivne toksičnosti.
Študija na jezeru Salinas v Peruju je pokazala, da so se rudarska podjetja razvila poleg gnezdiščnih območij plamencev, nekaj rudarskih opravil pa je potekalo v bližini vzrejnih površin in mest hranjenja. Plamenci so zapustili svoja območja gnezdenja, če se je rudarjenje začelo po vzpostavitvi gnezditvenih kolonij v neposredni bližini. Povečanje ogljikovodikov je povzročilo zmanjšanje uspeha pri vzreji. Manj kot 1 % opazovanih plamencev je bilo mladih. Zmanjšan reproduktivni uspeh je lahko posledica izpostavljenosti boraksu ali spremenjenemu okolju, ki ga povzročajo buldožerji, ki mešajo jezersko posteljo. Rudarjenje ustvarja blatnato okolje, v katerega se zavedeni pomotoma ujamejo plamenci in tako se poveča smrtnost. Ankete, ki so jih izvedli prebivalci v bližini rudarskih dejavnosti, poročajo o opazovanju mrtvih flamingov, ki so jih ekshumirali buldožerji.
Postopek pridobivanja vpliva tudi na razpoložljivost vode. Andski plamenci filtrirajo površinsko vodo za hrano, ki jo rudarjenje onesnaži z boraksom. Rudarjenje pospešujejo tudi odstranjevanje vlage v jezeru. Z omejevanjem količine vode v jezeru lahko rudarske družbe povečajo prepoznavnost in tako prispevajo k bolj optimalnemu rudarstvu. Študija, ki primerja korelacijo med razpoložljivostjo vode in populacijo plamencev je pokazala, da je njihovo število  močno povezano z deležem vode v jezeru. Z nezadostno oskrbo s hrano in motenim življenjskim prostorom se neizogibno zmanjša število potomcev.

### Vpliv človeka
Ne le, da se je število plamencev zmanjšalo z rudarskimi dejavnostmi, temveč tudi z zbiranjem jajc domačinov. Ta nezakonit lov se je sčasoma povečal zaradi povečanja mednarodnega povpraševanja po teh jajcih. Nabiranje izvajajo organizirane skupine v Čilu, ki jih izvažajo v Evropo, Združene države in druge čezmorske dežele. To se dogaja predvsem na Altiplanu, ki je območje, ki ima globoke kulturne korenine pri lovu na jajca. Med reproduktivno sezono lokalni prebivalci vzamejo jajca iz gnezd. Odstranitev jajc lahko moti proces gnezdenja in povzroči, da plamenec opusti svoje gnezdo, tudi če ostanejo nekatera jajca. Odstranjevanje jajc je morda sprejemljivo, če je lokalno prebivalstvo podhranjeno, vendar študije o prehrani lokalnega prebivalstva ne kažejo pomanjkanja beljakovin. 
Poleg rudarskih dejavnosti terja svoj delež škode na habitatih plamencev tudi nenadzorovani turizem. Sčasoma so se po vsej deželi razvil številna šotna barja. Ta barja se postopoma dvignejo in začnejo prodirati v jezero, zmanjšajo površino vode in preprečujejo, da bi plamenci vstopili v jezero, da bi se hranili. Zaradi rudarstva in turizma se v Andih gradi nova infrastruktura, kot so ceste. Te zdaj potekajo po habitatih plamencev, s tem pa se povečuje dostopnost do habitata, kar vodi k bolj komercialnemu rudarstvu in turizmu, kar ima za posledico škodljive učinke na populacijo andskih plamencev. Razvoj nove infrastrukture je povzročil hudo razdrobljenost jezer, zmanjšal biotsko raznovrstnost in povečal možnost izumrtja za vse vrste.
Povpraševanje po površinskih in podzemnih vodah, proizvodnji energije in prevozu ter nereguliranem turizmu se je v zadnjih dveh desetletjih povečalo. Ta povečanja so bila dokumentirana kot najpomembnejša v Čilu, glavna lokacija za gnezdenje andskih plamencev. Posledično so ta območja onesnažena s strupenimi spojinami zaradi raziskovanja mineralov in ogljikovodikov. Od 1980-ih se je število uspešnih gnezditvenih kolonij in celotna proizvodnja piščancev andskih plamencev zmanjšalo. Zato so ogrožena vrsta.

### Načrti zaščite
Po mnenju Mednarodne zveze za varstvo narave in naravnih virov (International Union for Conservation of Nature and Natural Resources - IUCN) je andski plamenec »nezadostno znana vrsta«. Ta ga je, kljub negativnemu vplivu vsaj zadnjih dveh desetletij, končno razglasila za ogroženo vrsto septembra 2010. V tej objavi je bilo navedeno, da bi bil ta plamenec zaščiten v skladu z Zakonom o ogroženih vrstah iz leta 1973 (Endangered Species Act of 1973). Večina območij, v katerih prebivajo plamenci, tako poleti kot pozimi, je bila pokrita z ustanovitvijo narodnih parkov. Vendar pa ti parki niso prisotni v habitatih, kjer nastajajo spremembe. Tako so glavna gnezdilna območja še vedno dovzetna za zunanje motnje, kar zmanjšuje populacijo plamencev. Ker je bil šele nedavno dodan na seznam ogroženih vrst, je malo načrtov za zaščito te vrste. Vendar pa Nacionalna institucija naravnih virov (http://www.nri.org/) trenutno pripravlja načrt. Ta skupina sodeluje s konzervatorji, da bi našla način za reševanje problemov pridobivanja boratov in zbiranja in lovljenja jajc. Načrt vsebuje strategijo okoljskega izobraževanja, ki informira poslovneže, delavce, vaščane in vse druge ljudi, ki predstavljajo grožnjo plamencem. Lokalni organi v okrožju jezera Salinas so ustvarili izhodišče za preprečevanje nezakonitih dejanj in iskanje možnih rešitev za predstavitev problemov. Oblikovanje narodnih parkov je zmanjšalo zbiranje jajc; vendar bo za popolno odpravo te dejavnosti še potrebno okoljsko izobraževanje.
Flamingo Specialist Group, ustanovljena leta 1971, dejavno poskuša obveščati javnost o ranljivosti plamencev. Izdajajo letno glasilo, ki bralcem sporoča trenutno stanje več vrst. Leta 2000 je ta skupina izvedla popis, ki je pokazal skupno število populacije manj kot 34.000 andskih plamencev in jim dalo oznako najbolj redka vrsta. V zadnjem času se je ta skupina pridružila IUCN, da bi oblikovali akcijski načrt za plamence. V Miamiju na Floridi je bil leta 2000 organiziran sestanek za pripravo skupine za nadzor delovnega mesta za zaščito šestih vrst in podvrsta plamencev.
Pod pokroviteljstvom Konvencije o selitvenih vrstah divjih živali, znane tudi kot Bonska konvencija, je bil sklenjen Memorandum o soglasju (MoU) o ohranjanju visokoandskih plamencev in njihovih habitatov, ki je začel veljati 4. decembra 2008. MoU zajema Argentino, Bolivijo, Čile in Peru. Od avgusta 2012 so Bolivija, Čile in Peru podpisale ta memorandum. Namen memoranduma o soglasju je izboljšati ohranitveni status vrst in njihovih habitatov z usklajenimi in skupnimi ukrepi na celotnem območju.

## Galerija
- Skupina andskih plamencev v Salar de Pedernales v regiji Atacama v Čilu
- Andnski plamenec pri Slimbridge WWT, Anglija